# Stadion Tsirio
Stadion Tsirio (gr. Τσίρειο Στάδιο) – wielofunkcyjny obiekt sportowy w miejscowości Limassol na Cyprze. 

## Charakterystyka
Został otwarty w 1975 roku, aby zastąpić starzejącego GSO Stadium. Ostatnio w latach 80. XX wieku był modernizowany. Pojemność stadionu to 13 331 miejsc. Obecnie spełnia wszystkie kryteria UEFA do rozgrywania najważniejszych spotkań piłkarskich. Na stadionie swoje mecze domowe rozgrywa miejscowy klub AEK Larnaka oraz Apollon Limassol, Aris Limassol i APEP Pitsilias.
Ogromną pomoc w budowie stadionu wniósł wielki filantrop Petros I. Tsiros, bardzo hojny dobroczyńca i humanista na Cyprze, stąd nazwa stadionu. Właścicielem stadionu jest Cypryjska Organizacja Sportowa (gr. Κυπριακός Οργανισμός Αθλητισμού).
Na stadionie również swoje mecze rozgrywała reprezentacja Cypru oraz kluby grające w europejskich pucharach.